# Seymour (cráter)
Seymour es un cráter de impacto en el planeta Venus de 63 km de diámetro. Lleva el nombre de Juana Seymour (c. 1509-1537), reina inglesa, y su nombre fue aprobado por la Unión Astronómica Internacional en 1994.